# Szkoła Podstawowa nr 1 im. Janusza Kusocińskiego w Ożarowie Mazowieckim
Szkoła Podstawowa nr 1 im. Janusza Kusocińskiego w Ożarowie Mazowieckim – najliczniejsza szkoła podstawowa w Ożarowie Mazowieckim.

## Historia
Szkoła Podstawowa nr 1 w Ożarowie Mazowieckim ma bogatą historię, która rozpoczęła się w 1920 roku. Inicjatorką edukacji była Pani Golczyńska, która wraz z jedną osobą prowadziła naukę dla około 50 uczniów w małym domku niedaleko stacji kolejowej. Szkoła stopniowo się rozwijała, pomimo trudnych warunków i braku przymusu szkolnego, a liczba dzieci systematycznie rosła.
W 1930 roku szkoła liczyła 7 oddziałów i 6 nauczycieli. Lekcje odbywały się w wynajętych salach prywatnych domów i świetlicy Huty Szkła. W tym samym roku wmurowano kamień węgielny pod nowy budynek szkolny, który został otwarty we wrześniu 1932 roku. Budowa była finansowana z darowizn miejscowej ludności, pracowników huty i funduszy gminy.
Podczas II wojny światowej Niemcy zajęli budynek szkoły, przekształcając go w pocztę polową. Zabronili nauczania, spalili dokumenty szkolne i sprzęt dydaktyczny. Jednak dzięki tajnemu nauczaniu, prowadzonego m.in. przez siostry Urszulanki, dzieci mogły kontynuować edukację w prywatnych domach.
Po wojnie szkoła została ponownie zorganizowana. Nauczanie odbywało się na dwie zmiany, a wieczorami prowadzono kursy dla analfabetów. W 1956 roku powstała druga Szkoła Podstawowa, która funkcjonowała do 1997 roku, kiedy to została połączona ze Szkołą Podstawową Nr 1. W związku ze zwiększającą się liczbą uczniów, w 1962 roku dobudowano nową część budynku szkoły.
W latach 90. XX wieku zrealizowano nową inwestycję – powstał obiekt szkolny z halą sportową. W 1994 roku odbyła się uroczystość wmurowania kamienia węgielnego pod nowy budynek szkoły, który został sukcesywnie oddawany do użytku do 2000 roku.

## Dane statystyczne
Dane na rok szkolny 2023/2024:
- liczba dzieci: 1356
- liczba oddziałów: 61
- średnia liczba dzieci na oddział: 22,2